# 장가-은도키 국립공원
장가-은도키 국립공원(Dzanga-Ndoki National Park)은 중앙아프리카 공화국의 남서쪽 끝에 위치하고 있다. 1990년에 설립된 국립공원의 면적은 1,143.26평방킬로미터(441.42평방마일)이다. 이 국립공원은 두 개의 비연속 구역으로 나뉘어 있다. 북부 장가 구역(장가 공원)은 49,500ha(122,000에이커)이고 남부 은도키 구역(은도키 공원)은 72,500ha(179,000에이커)이다. 장가 구역에서 주목할만한 것은 1.6/km2(4.1/sq mi) 면적의 많은 고릴라 수로, 이는 서부 저지대 고릴라에 대해 보고된 밀도 중 가장 높은 고릴라 밀도 중 하나이다.
이 국립공원의 두 구역 사이에는 장가-상가 특별 보호구역이 335,900ha(830,000에이커)에 걸쳐 펼쳐져 있다. 국립공원과 특별 보호구역은 각각 고유한 보호 상태를 갖고 있으며 DSPAC(Dzanga-Sangha Complex of Protected Areas)의 일부이다.
인접한 콩고 공화국의 누아발레-은도키 국립공원과 카메룬의 로베케 국립공원과 함께 장가-은도키 국립공원은 상가 트리내셔널 보호지역을 형성하며 2012년 세계유산으로 지정되었다.